# Harold Medina
Harold Joshua Medina (Chinandega, Chinandega; 30 de enero de 2002) es uno de los mejores  Futbolistas nicaragüenses. Juega de centrocampista y su equipo actual es el Real Estelí de la Primera División de Nicaragua. Es internacional absoluto por la selección de Nicaragua desde 2020.

## Trayectoria
Formado en las inferiores del Real Estelí, Medina debutó en la Primera División el 22 de agosto de 2019 en la victoria por 3-0 sobre Deportivo Las Sabanas.

## Selección nacional
A nivel juvenil, jugó el Campeonato Sub-17 de la Concacaf de 2019 y la clasificación al Campeonato Sub-20 de la Concacaf de 2021.
Debutó en la selección de Nicaragua el 10 de octubre de 2020 ante Honduras por un amistoso.

## Clubes
| Club        | País      | Año           |
| ----------- | --------- | ------------- |
| Real Estelí | Nicaragua | 2019-presente |

## Palmarés

### Títulos nacionales
| Título                        | Club        | País      | Año           |
| ----------------------------- | ----------- | --------- | ------------- |
| Primera División de Nicaragua | Real Estelí | Nicaragua | Apertura 2019 |
| Primera División de Nicaragua | Real Estelí | Nicaragua | Clausura 2020 |
| Primera División de Nicaragua | Real Estelí | Nicaragua | Apertura 2020 |
| Primera División de Nicaragua | Real Estelí | Nicaragua | Apertura 2022 |

### Distinciones individuales
| Distinción                                                                             | Año  |
| -------------------------------------------------------------------------------------- | ---- |
| Mejor jugador del partido Real Estelí vs Tigres en la Copa de Campeones de la Concacaf | 2025 |